# Poblat ibèric de Sant Julià de Ramis
El poblat ibèric de Sant Julià de Ramis és un jaciment arqueològic situat al municipi homònim establert al Puig de Sant Julià (Gironès), declarat bé cultural d'interès nacional.
Es troba a 200 m d'altitud. Es tracta d'un oppidum ibèric amb cabanes retallades a la roca i fortificat amb un tram de muralla.
S'hi va començar a treballar de forma sistemàtica a partir del 1996, i des de llavors ha anat creixent la importància del jaciment a causa del gran nombre de restes ibèriques i romanes.
Prop d'aquest poblat hi ha l'església dels Sants Metges, on també hi ha vestigis ibèrics i romans.

## Història
El poblat ibèric fou establert al segle v aC i perdurà fins al segle i aC. Posteriorment els romans aprofitaren l'estructura ibèrica i hi establiren un castrum conegut amb el nom de Castellum Fractum; la posició estratègica del turó els permetia dominar el recorregut de la Via Augusta.
S'hi han trobat abundants restes de l'època baiximperial compresa entre el segle iv i vii. Al peu del puig hi ha diversos camps de sitges.
En l'actualitat el jaciment s'està adequant per fer-lo visitable i s'ha inclòs al circuit arqueològic de Girona.